# District de Belley
Pour les articles homonymes, voir Belley (homonymie).
Le district de Belley était une division territoriale du département de l'Ain de 1790 à 1795.
1790–1795

## Composition
Il était composé de 9 cantons : Belley, Ceyzérieu, Champagne, Hauteville, Lhuis, Saint-Benoît-de-Seyssieu, Seyssel, Songieu et Virieu-le-Grand.

## Liens
- La réduction des Justices de paix en 1801 - Département de l'Ain